# اچ‌ام‌اس سی‌هورس (۱۷۴۸)

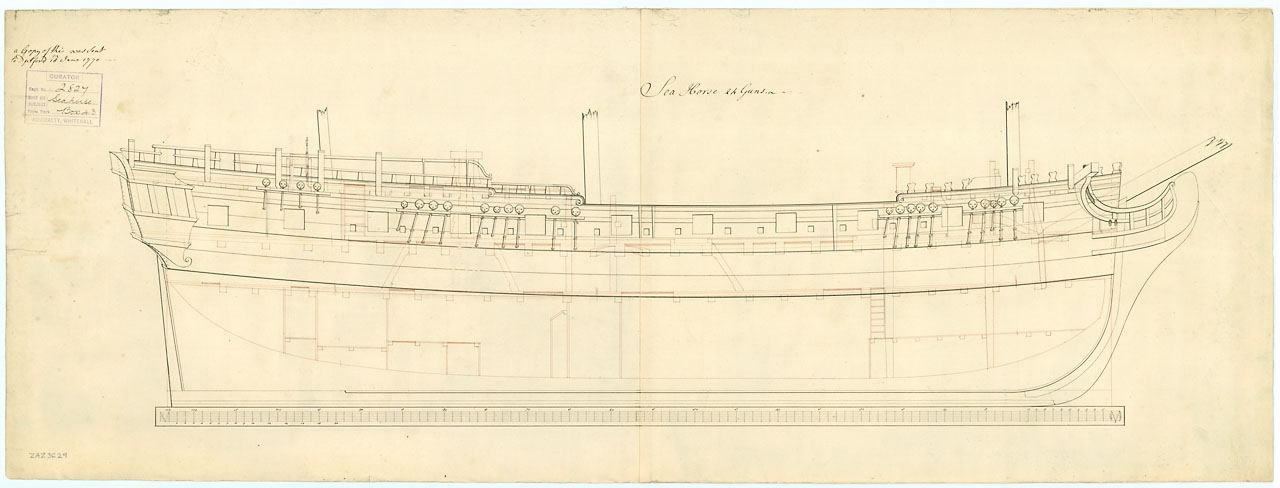
طرح کشتی اچ ام اس سی هورس (۱۷۴۸)

اچ‌ام‌اس سی‌هورس (۱۷۴۸) (به انگلیسی: HMS Seahorse (1748)) یک کشتی بود که طول آن ۱۱۴ فوت ۰ اینچ (۳۴٫۷۵ متر) بود. این کشتی در سال ۱۷۴۸ ساخته شد.